# Vuoskojärvi (Gällivare socken, Lappland, 745955-170627)
Vuoskojärvi är en sjö i Gällivare kommun i Lappland och ingår i Kalixälvens huvudavrinningsområde. Sjön har en area på 0,154 kvadratkilometer och ligger 393,9 meter över havet. Sjön avvattnas av vattendraget Kaavajoki.

## Delavrinningsområde
Vuoskojärvi ingår i det delavrinningsområde (745925-170953) som SMHI kallar för Ovan Bergbäcken. Medelhöjden är 377 meter över havet och ytan är 16,65 kvadratkilometer. Det finns inga avrinningsområden uppströms utan avrinningsområdet är högsta punkten. Kaavajoki som avvattnar avrinningsområdet har biflödesordning 3, vilket innebär att vattnet flödar genom totalt 3 vattendrag innan det når havet efter 227 kilometer. Avrinningsområdet består mestadels av skog (63 procent) och sankmarker (10 procent). Avrinningsområdet har 0,16 kvadratkilometer vattenytor vilket ger det en sjöprocent på 0,9 procent. Bebyggelsen i området täcker en yta av 3,58 kvadratkilometer eller 22 procent av avrinningsområdet.